# Unión Ortodoxa
La Unión Ortodoxa (en inglés: Orthodox Union) (OU), más conocida por su agencia de certificación kosher, es una de las organizaciones judías ortodoxas más antiguas de los Estados Unidos. Su símbolo de referencia, es un círculo con una letra U en el centro. Este símbolo se puede encontrar pegado a miles de artículos que son distribuidos en los centros comerciales estadounidenses. La Unión Ortodoxa representa a más de 1000 sinagogas de diferentes tamaños.

## Historia
La Unión ortodoxa fue establecida en 1898 por el rabino sefardita Henry Pereira Mendes, nacido en Birmingham en 1852, y establecido como rabino de la congregación Shearith Israel de Nueva York en 1877. Los fundadores eran los mismos que fundaron el Seminario Teológico Judío de los Estados Unidos. El seminario teológico, originalmente era una institución judía ortodoxa. El seminario, fue creado para enfrentarse al crecimiento del judaísmo reformista. Las primeras diferencias entre la Unión ortodoxa y el seminario teológico, aparecieron en 1902, después de la llegada del rabino Solomon Schechter, quien es considerado como el fundador del judaísmo conservador. 100 días después de la llegada de Schechter, los fundadores y patrocinadores principales del Seminario Teológico Judío se separaron, y fundaron la organización ortodoxa Agudas HaRabonim (la Unión de Rabinos Ortodoxos). Sin su apoyo, Schechter decidió alejarse del judaísmo ortodoxo, y creó el movimiento del judaísmo conservador.

## Organizaciones

### Agencia de certificación kosher
La división de productos kosher de la Unión ortodoxa, es la agencia de certificación kosher más grande del mundo. En el año 2017, supervisó más de 400.000 productos en 6.000 plantas ubicadas en 80 países diferentes, 200.000 productos kosher se pueden encontrar en las tiendas de los Estados Unidos. La Unión ortodoxa emplea a 886 supervisores rabínicos, llamados mashgichim en hebreo, y 50 coordinadores rabínicos que sirven como ejecutivos para las compañías certificadas por la Unión ortodoxa. Estos supervisores y coordinadores se complementan con una lista de especialistas en ingredientes, analistas de sabores y personal de apoyo. El proceso de supervisión consiste en el envío de un producto a la planta de producción para asegurar que el producto cumple con la halajá (la ley judía). El mashgiach supervisa los ingredientes y el proceso de producción.

### Centro de Defensa de la Unión Ortodoxa
El Centro de Defensa de la Unión Ortodoxa (en inglés: Orthodox Union Advocacy Center) es el brazo de política pública no partidista de la organización judía ortodoxa más grande del país, y representa a casi 1000 congregaciones en todo el país, y dirige los esfuerzos de defensa de la Unión Ortodoxa en Washington D. C., y en las capitales de los estados. El OU Advocacy Center involucra a líderes de todos los niveles del gobierno, así como al público en general, para promover y proteger los intereses y los valores de la comunidad judía ortodoxa en el ámbito de las políticas públicas.

### Consejo Nacional de la Sinagoga Juvenil
El NCSY (en inglés: National Council of Synagogue Youth) (en español: Consejo Nacional de la Sinagoga Juvenil) es una organización juvenil ortodoxa judía, que forma parte de la Unión ortodoxa. Fue fundada en 1954, tiene miembros en los Estados Unidos, Canadá, Israel, Chile, y anteriormente también en Ucrania. Su lema es inspirar el futuro judío. NCSY es dirigida por el rabino Micah Greenland, y es supervisada por la comisión juvenil de la Unión ortodoxa (OU), dirigida por Avi Katz de Nueva Jersey.

### Iniciativa de Aprendizaje Judío en el Campus
La Iniciativa de Aprendizaje Judío en el Campus (en inglés: Orthodox Union - Jewish Learning Initiative on Campus) (OU-JLIC), fue creada para ayudar a los jóvenes judíos, hombres y mujeres, a prosperar en el ambiente del campus universitario, y para ayudar a los estudiantes judíos a observar algunos aspectos clave de la religión judía, como la tefilá (la oración), la leyes de la kashrut, el Shabat y las jaguim (festividades). Los educadores de la Unión Ortodoxa sirven como maestros de la Torá en 23 universidades de Norteamérica, aprendiendo con los estudiantes, coordinando las clases semanales y organizando conferencias y otros eventos. La conexión de los estudiantes con los educadores de la Unión Ortodoxa les ayudará a equilibrar su judaísmo y les ofrecerá vías para el desarrollo espiritual mientras asisten a una universidad secular.

### Unión de Estudiantes Judíos
La Unión de Estudiantes Judíos (en inglés: Jewish Student Union) (JSU) es una organización que forma parte de la NCSY, la rama juvenil de la Unión Ortodoxa. La JSU fue creada en el año 2002. La JSU ha sido establecida como una asociación cultural activa en diversas escuelas de los Estados Unidos de América. La JSU fue creada para servir a los adolescentes judíos que provienen de diferentes entornos y afiliaciones. Los clubs que llevan las iniciales JSU o el nombre Jewish Student Union, forman parte de la Unión Ortodoxa y de su organización juvenil, la NCSY.

### Yachad
Yachad - The National Jewish Council for Disabilities (en español: el Consejo Nacional Judío para las Personas con Discapacidades) es una organización global de 6.500 miembros dedicada a atender las necesidades de todas las personas judías con discapacidades y asegurar su inclusión en todos los aspectos de la vida. La política de inclusión tiene por objetivo garantizar que las personas con distintas capacidades ocupen el lugar que les corresponde en la comunidad, al mismo tiempo que contribuye a educar y abogar por un mundo con una mayor comprensión, alcance, aceptación y una actitud positiva hacia las personas discapacitadas.

## Estructura interna
El siguiente esquema muestra la estructura interna de la organización y sus diferentes departamentos:
|  |  |                                 |                                 |                                 |                                 |                                 |                                 |  |  | Unión Ortodoxa                         |                                        |                                        |                                        |                                        |                                        |  |  |                             |                             |                             |                             |                             |                             |  |  |                             |      |      |      |      |      |  |  |        |        |        |        |        |        |  |  |  |  |  |  |  |  |  |  |  |  |  |  |  |  |  |  |  |  |
|  |  |                                 |                                 |                                 |                                 |                                 |                                 |  |  |                                        |                                        |                                        |                                        |                                        |                                        |  |  |                             |                             |                             |                             |                             |                             |  |  |                             |      |      |      |      |      |  |  |        |        |        |        |        |        |  |  |  |  |  |  |  |  |  |  |  |  |  |  |  |  |  |  |  |  |
|  |  |                                 |                                 |                                 |                                 |                                 |                                 |  |  |                                        |                                        |                                        |                                        |                                        |                                        |  |  |                             |                             |                             |                             |                             |                             |  |  |                             |      |      |      |      |      |  |  |        |        |        |        |        |        |  |  |  |  |  |  |  |  |  |  |  |  |  |  |  |  |  |  |  |  |
|  |  | Agencia de certificación kosher | Agencia de certificación kosher | Agencia de certificación kosher | Agencia de certificación kosher | Agencia de certificación kosher | Agencia de certificación kosher |  |  | Centro de Defensa de la Unión Ortodoxa | Centro de Defensa de la Unión Ortodoxa | Centro de Defensa de la Unión Ortodoxa | Centro de Defensa de la Unión Ortodoxa | Centro de Defensa de la Unión Ortodoxa | Centro de Defensa de la Unión Ortodoxa |  |  | Consejo Rabínico de América | Consejo Rabínico de América | Consejo Rabínico de América | Consejo Rabínico de América | Consejo Rabínico de América | Consejo Rabínico de América |  |  | NCSY                        | NCSY | NCSY | NCSY | NCSY | NCSY |  |  | Yachad | Yachad | Yachad | Yachad | Yachad | Yachad |  |  |  |  |  |  |  |  |  |  |  |  |  |  |  |  |  |  |  |  |
|  |  | Agencia de certificación kosher | Agencia de certificación kosher | Agencia de certificación kosher | Agencia de certificación kosher | Agencia de certificación kosher | Agencia de certificación kosher |  |  | Centro de Defensa de la Unión Ortodoxa | Centro de Defensa de la Unión Ortodoxa | Centro de Defensa de la Unión Ortodoxa | Centro de Defensa de la Unión Ortodoxa | Centro de Defensa de la Unión Ortodoxa | Centro de Defensa de la Unión Ortodoxa |  |  | Consejo Rabínico de América | Consejo Rabínico de América | Consejo Rabínico de América | Consejo Rabínico de América | Consejo Rabínico de América | Consejo Rabínico de América |  |  | NCSY                        | NCSY | NCSY | NCSY | NCSY | NCSY |  |  | Yachad | Yachad | Yachad | Yachad | Yachad | Yachad |  |  |  |  |  |  |  |  |  |  |  |  |  |  |  |  |  |  |  |  |
|  |  |                                 |                                 |                                 |                                 |                                 |                                 |  |  |                                        |                                        |                                        |                                        |                                        |                                        |  |  |                             |                             |                             |                             |                             |                             |  |  | Unión de Estudiantes Judíos |      |      |      |      |      |  |  |        |        |        |        |        |        |  |  |  |  |  |  |  |  |  |  |  |  |  |  |  |  |  |  |  |  |